# Peter Stevens
Peter Francis Stevens é um botânico do Reino Unido, nascido em 1944.
É pesquisador no Jardim Botânico de Missouri e professor de biologia na Universidade de Missouri–St. Louis. É membro do Angiosperm Phylogeny Group, que criou o sistema APG, o sistema APG II e o sistema APG III.
Mantém um sítio web, o APweb, mantido pelo Jardim Botânico de Missouri, actualizado regularmente desde 2001, que é uma fonte útil acerca das mais recentes pesquisas de filogenia de angiospérmicas que segue a aproximação APG.
A abreviatura P.F.Stevens é usada como o autor quando se cita em nomes botânicos. Nomeou dezenas de espécies, a maioria na família Clusiaceae e Ericaceae, tendo descrito também o género Romnalda (Asparagaceae).